# Bistum Gualeguaychú
Das Bistum Gualeguaychú (lat.: Dioecesis Gualeguaychensis, span.: Diócesis de Gualeguaychú) ist eine in Argentinien gelegene römisch-katholische Diözese mit Sitz in Gualeguaychú.

## Geschichte
Das Bistum Gualeguaychú wurde am 11. Februar 1957 durch Papst Pius XII. mit der apostolischen Konstitution Quandoquidem adoranda aus Gebietsabtretungen des Erzbistums Paraná errichtet und diesem als Suffraganbistum unterstellt.

## Bischöfe von Gualeguaychú
- Jorge Ramón Chalup, 1957–1966
- Pedro Boxler, 1967–1996
- Luis Guillermo Eichhorn, 1996–2004, dann Bischof von Morón
- Jorge Eduardo Lozano, 2005–2016, dann Koadjutorerzbischof von San Juan de Cuyo
- Héctor Luis Zordán MSSCC, seit 2017